# Скаддер, Сэмюэль Хаббард
Сэмюэль Хаббард Скаддер (англ. Samuel Hubbard Scudder;  1837 год – 1911 год) — крупнейший американский энтомолог, палеонтолог и коллекционер. Открыл и описал около 2000 новых видов членистоногих.

## Биография
Родился 13 апреля 1837 в Бостоне. Обучался в Уильямс-колледже (1857) и в Гарвардском университете (1862). Ведущий американский энтомолог второй половины XIX века и первый палеоэнтомолог в Северной Америке, специалист по отрядам Lepidoptera, Orthoptera, Mantodea и Blattodea и ископаемым Arthropoda.
Ученик Марка Хопкинса в Уильямс-колледже и профессора Луиса Агасси в Гарварде, плодовитый автор, опубликовавший 791 работу в 1858—1902 годах, главным образом по биогеографии и палеобиогеографии, биологии, этологии, филогенезу и онтогенезу насекомых, палеонтологии, экономической энтомологии. А также по этнологии, геологии и географии. Им описано около 2000 новых видов членистоногих, главным образом ископаемых, включая полностью сохранившуюся нимфалиду эоцена Prodryas, в том числе 1100 видов всего за 6 лет работы  в United States Geological Survey (1886—1892). 
Среди его главных трудов двухтомник по ископаемым наземным членистоногим Fossil Insects of North America: The Pre-tertiary Insects (1890) (собрание его предшествующих сочинений по насекомым Палеозоя и Мезозоя) и The Tertiary Insects of North America (1890). Известны его крупные обзоры ископаемых тараканов мира  (1879), США (1890, 1895), ископаемых членистоногих мира (1886, 1891). Им был составлен наиболее полный список названий всех родов и семейств насекомых Scudder's Nomenclator Zoologicus (1882—1884).
Скаддер был страстным библиофилом, служил ассистентом главного библиотекаря в Harvard College и библиотекарем в American Academy of Arts and Sciences. Однако, болезнь заставила его покинуть все посты в 1903 году. 
Умер 17 мая 1911 года в Бостоне.

## Признание
- Президент Бостонского Общества естественной истории (1859—1870, 1880—1887)
- Сооснователь Cambridge Entomological Club и его журнала Psyche (1874)
- Вице-президент General Secretary of the American Association for the Advancement of Science (1894-; генеральный секретарь с 1875)
- Первый редактор журнала Science (1883—1885)
- Палеонтолог United States Geological Survey (1886—1892)

## Труды
- The Student, the Fish, and Agassiz,  American Poems (3rd ed.; Boston: Houghton, Osgood & Co., 1879): pp. 450–54[1]
- Butterflies:  Their Structure, Changes, and Life Histories (1881)
- Nomenclator zoologicus : an alphabetical list of all generic names that have been employed by naturalists for recent and fossil animals from the earliest times to the close of the year 1879 Bulletin of the United States national museum Washington Government printing office, 1882. XIX-340 p. (1882). On line at Gallica[2]
- Butterflies of the Eastern United States and Canada (1889)
- The Fossil Insects of North America (two volumes, 1890)
- Index to the Known Fossil Insects of the World (1891)
- Tertiary Rhynchophorous Coleoptera of the United States (1893)
- The Life of a Butterfly (1893)
- Frail Children of the Air: Excursions into the World of Butterflies (1895)
- Revision of the Orthopteran Group Melanopli (1897)
- Everyday Butterflies (1899)
- Catalogue of the Described Orthoptera of the United States and Canada (1900)
- Adephagous and Clavicorn Coleoptera from the Tertiary Deposits at Florissant, Colorado (1900)
- Index to North American Orthoptera (1901)